# Будванська рив'єра

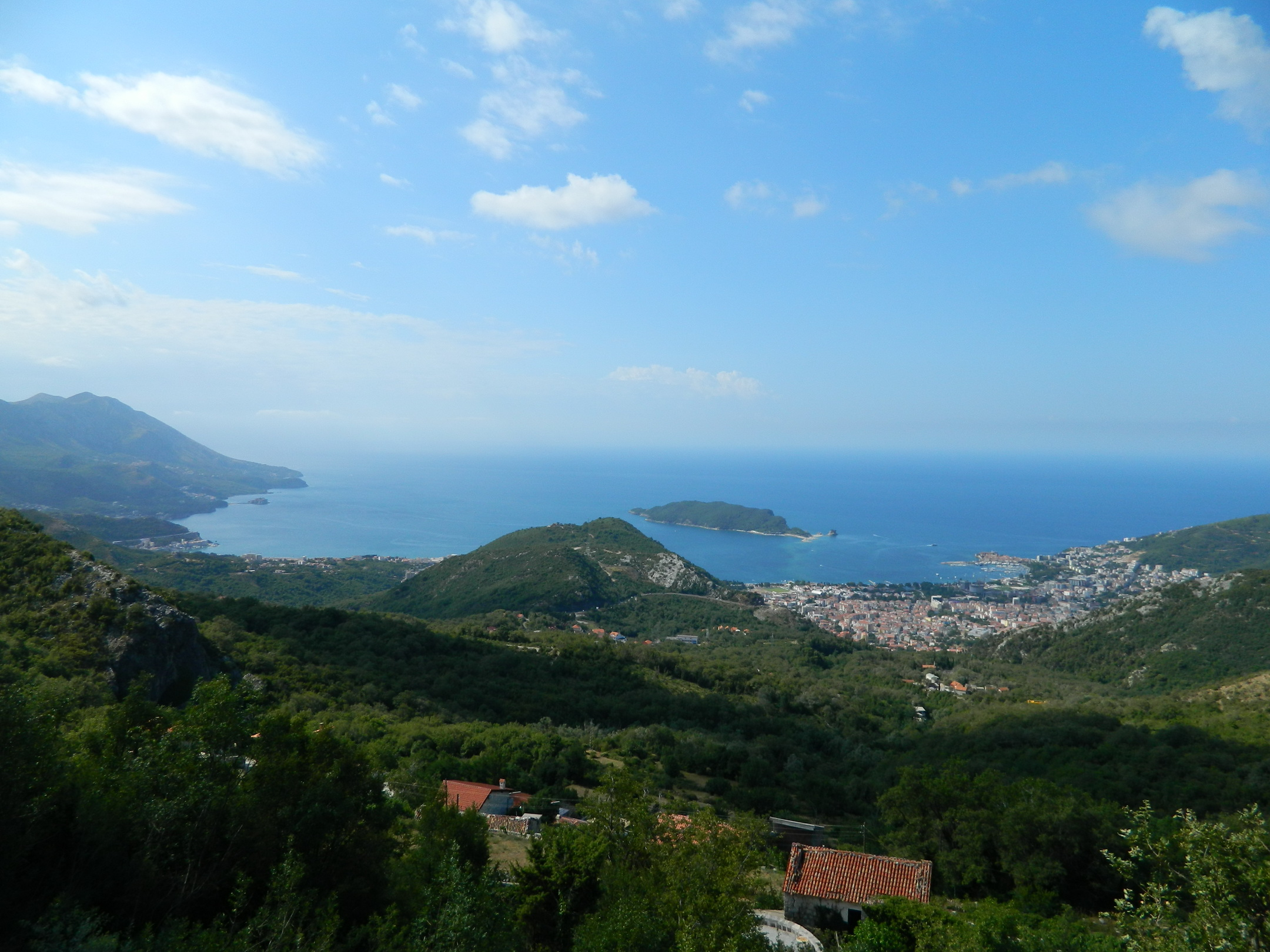
Вид на Будванську рив'єру

42°17′05″ пн. ш. 18°50′47″ сх. д. / 42.284777777778° пн. ш. 18.84625° сх. д.
Будванська Рив'єра (чорн. Budvanska Rivijera) — 35-кілометрова смуга на узбережжі Адріатичного моря на південному заході Чорногорії. Відома курортна ділянка і туристичний центр. Частина географічного району Littoral. 12,5 км займають піщані пляжі.
Популярні курорти:
- Будва
- Мілочер
- Бечічі
- Петровац на Мору
- Сутоморе

## Пляжі

### Трстено
Трстено — 100 м пляж який глибоко входить в суходіл. На нього можна потрапити по тій самій дорозі, яка веде до пляжу Яз.

### Плоче
За 2 км від пляжу Трстено, є гальковий пляж Плоче (Ploče). Глибина води сягає 35 м. Також є кафе, ресторани, незаймана природа. Продумане місце для паркування, відмінні ресторани та доступні парасольки від сонця. Є басейни для дорослих та дітей.

### Яз
Пляж знаходиться на відстані 2,5 км від Будви. Пляж складається з двох частин: перша частина простягається на 500 м в довжину, друга частина (колишній пляж для нудистів) — на 300 м. 9 липня 2009 року на пляжі Яз відбувалося шоу The Rolling Stones в рамках їх А Bigger Bang Tour.

### Могрен
Пляж добре прогрівається сонцем і обдувається південним вітром. Ззаду пляж захищений пагорбом, покритий густими сосновими та дубовими лісами. Від старого міста Будви до пляжу не більше ніж 150 метрів. Могрен складається з двох піщаних пляжів загальною протяжністю 350 м (1148 футів), пов'язаних тунелем у скелі. Вони були названі в честь іспанського моряка Млгріні, який висадився на пляжі після корабельної аварії. На знак подяки за порятунок життя він побудував церкву Святого Антонія.

### Словенска
Пляж простягається від Будванської пристані до готелю Park. Загальна довжина — 1600 метрів. Пляж відкрили в 1920 році, і словенський архітектор, який проектував цю частину міста дав йому свою нинішню назву Словенска Плаза (Словенска Плажа). Це гальковий пляж, і має великий готельний комплекс з однойменною назвою, на її задній частині. Головна набережна Будви, де знаходиться більша частина нічних клубів і магазинів проходить паралельно до пляжу.

### Гуванце
Це невеликий піщаний пляж, розташований нижче пішохідної доріжки, яка веде в Бечічі. Пляж завдовжки 80 м.

### Бечічі
Бечічі — один з найкрасивіших пляжів в Південній Адріатиці. Це піщаний пляж, 1950 м (6398 футів) в довжину і тягнеться від Завала до Дйевістеньє. У 1935 році пляж виграв «Гран-прі» найкрасивішого пляжу в Європі.

### Петровац
Петровац (Петровац) Піщаний пляж близько 600 м (1969 футів) завдовжки, з піском червонуватого кольору. Пляж межує з набережною, яка наповнена кафе, ресторанами і магазинами.